# Bnei Brak

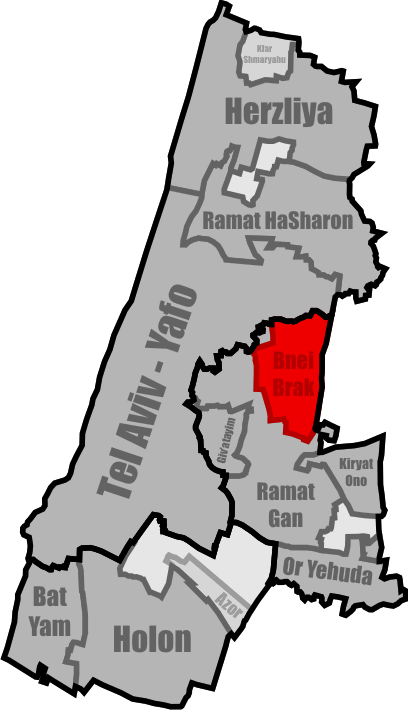
Bnei Brak - localizare în Gush Dan

Bnei Brak (transliterat uneori Bene Beraq, în ebraică בְּנֵי בְרַק‎‎)  este un oraș din Israel, situat în partea centrală a șesului de coastă, la nord est de Tel Aviv, împreună cu care face parte din aria metropolitană Gush Dan și din districul Central. Se învecinează cu Tel Aviv, Ramat Gan, Petah Tikva și Ghivat Shmuel.
Bnei Brak este un centru al iudaismului ultraortodox și cea mai mare parte din populația localității sunt evrei "haredim", foarte evlavioși, practicanți cu strictețe ai prescripțiilor religioase iudaice.
În oraș se află zeci de instituții religioase de învățământ de toate gradele, inclusiv ieșive însemnate, ale curentelor hasidice și ale curentului numit „lituanian” (sau „mitnaghed”, adică opus hasidismului), de asemenea numeroase sinagogi și case de rugăciune. Nu există discoteci, cinematografe și teatre. Primăria preconizează înființarea unei prime biblioteci publice..    Majoritatea străzilor sunt blocate sâmbăta pentru circulația rutieră.
Suprafața orașului este de numai 730 hectare, iar populația, după cifrele Biroului Central de Statistică al Israelului din 2016, numără 188864 locuitori. Prin urmare, Bnei Brak este unul din cele mai dense localități ale țării. Densitatea lui este de 25855 locuitori pe kilometru pătrat, iar pe kilometru pătrat de spațiu locuit 45000. De asemenea, din cauza marii natalități și a numărului mare de  bărbați care își petrec timpul exclusiv în învățătura religioasă, Bnei Brak se numără printre cele mai sărace localități ale Israelului. Circa 100,000 locuitori primesc de la stat alocații pentru copii și bătrânețe. Salariul mediu al salariaților în oraș este de 5418 shekeli noi pe lună. Bugetul anual curent al localității este de 1 miliard de shekeli.Veniturile anuale ale primăriei provenind de la Ministerul învățământului și Ministerul Asistenței Sociale este de 0.5 miliarde shekeli. Venitul ei anual din încasarea impozitului municipal pe locuințe este de  97 milioane shekeli pe an, iar din impozitul pe spații ce nu sunt destinate locuințelor este 370 milioane shekeli.   
Orașul are și un singur cartier cu populație laică, Pardes Katz, dar și el capătă în cursul anilor un caracter tot mai religios.
Bnei Brak a fost fondat în anul 1924 de către un grup de evrei hasidim polonezi din Varșovia, organizați în societatea „Bait venahalá” (Cămin și moșie) pe pământuri care fuseseră achiziționate de la satul arab Al Hayiriye (denumit atunci Ibn Ibrak). Numele Bnei Brak a fost luat de la o așezare evreiască antică care a existat în apropiere și în care au activat în vechime învățați tannaim precum Rabi Akiva.Denumirea s-a păstrat și în numele satului Ibn Abrak. Numele lui Rabi Akiva ben Yosef a fost dat principalei străzi a orașului.La fondare, orașul avea o suprafață de 132 hectare.
În anul 1949 Bnei Brak a primit statutul oficial de oraș.
Până în anii 1980 Bnei Brak era unicul oraș cu specific "evreiesc ultraortodox" din Israel.
În ultimii ani se fac eforturi pentru ameliorarea aspectului estetic al localității și au fost înființate câteva parcuri în nordul și centrul ei.
Orașul beneficiază de mare zonă industrială.

## Istoria

### Antichitate
În vechime a existat aici un oraș filistean înființat în epoca fierului. Numele Bnei Brak apare in Biblie, în cartea Iosua 19.45 pe lista orașelor din Iudeea, pe teritoriul atribuit tribului Dan. Este menționat pe obeliscul lui Senaherib (sec.VIII î.e.n.)  încă sub titlul de așezare filisteană, alături de Jaffa, Azor și Beit Dagon. Ea a devenit iudeeană în timpul celui de-al Doilea Templu și a dăinuit în epoca talmudică. Bnei Brak este pomenit în tractatul Sanhedrin (32 b) din Talmud ca fiind locul unde a trăit învățatul evreu Rabi Akiva
De asemenea este amintit ca loc de învățătură rabinică în Hagada, cartea ceremonialului Paștelui evreiesc (Pesah)  .

### Epoca otomană
La circa 4 km sud de actualul oraș, a existat un sat arab palestinian Ibn Ibraq, care  în timpul mandatului britanic asupra Palestinei și-a schimbat numele în Al Hayriye (Cel Bun) pentru a se deosebi de localitatea evreiască Bnei Brak.

### Epoca mandatului britanic
Actualul oraș evreiesc a fost înființat în 1924 de către grupul „Bait venahalá” (Casă și moșie) fromat de opt familii de evrei religioși hasidim conduși de rabinul Itzhak Gerstenkorn veniți din Polonia. I s-au pus temeliile la circa 4 km de situl antic. Prin intermediul societății numite Gheula Ltd. au cumpărat acolo 102 hectare de pământ de la familia  Al Bitar din satul arab Ibn Abrek  de lângă comuna Al Hiriye. 
Inițial a fost o așezare de tip agricol - moșavá - consacrată în principal cultivării citricelor, dar si creșterea vitelor și producerea de lapte. Fondatorii sperau să creeze o continuitate teritorială cu alte așezări evreiești din zonă, de la Petah Tikva la Yafo (Jaffa).
Din lipsă de pamant agricol, locuitorii au început practicarea altor meserii și treptat, au dat  așezării un caracter urban. Primul rabin al localității a fost Ariye Mordehai Rabinowicz, venit din Kurow.
Imediat după fondare, s-a construit o casă de rugăciuni și învățătură iudaică- Beit Midraș, unde se țineau de trei ori pe zi rugăciuni colective, se învăța zilnic câte o pagină din Talmud, din Mishnayot și Șulhan Aruh 
În anul 1925 sub conducerea întemeietorilor localității în frunte cu rabinul Gerstenkorn, s-a înființat Banca ccoperativă Bnei Brak care a devenit instrumentul financiar al cumpărării de noi terenuri in vedeea extinderii așezării și înființării de întreprinderi. Au ajutat la aceasta și recrutarea de donații din Polonia și America. Banca a funcționat vreme de un deceniu. A luat ființă în această perioadă fabrica de confecții Barkai. În 1930 s-a mutat aici de la Akko tăbăcăria Pregman.
În septembrie 1929 s-a inaugurat Sinagoga Mare. În acel an trăiau la Bnei Brak 800 locuitori, cu 116 case și 31 barăci, 6 clădiri publice. Aria orășelului ajunsese la 200 hectare, din care 80 ocupate de livezi de citrice, existau 48 grajduri cu 115 bovine. Livezile cele mai însemnate erau Pardes Triwaks, Pardes Katz, Pardes Mizrahi, Pardes Glickman și Pardes Platnik. Strada principală era Strada Rabbi Akiva.      
În anul 1929 Beni Brak a fost conectat parțial la rețeaua de electricitate și s-a înființat un oficiu poștal.În 1930 s-a creat primul cartier  Ghivat Rokah, după numele industriașului  religios american Israel Rokah, originar din Lituania, care a creat un fond de ajutor și împrumuturi pentru achiziționarea de locuințe la un preț redus. În acest cartier s-a instalat primul arhitect și planificator al localității, inginerul Itzhak Tischler. Casele Tischler au fost uneori atacate cu focuri de armă din satul arab vecin Jamasin al Sharki.
La achiziționarea de terenuri noi au contribuit în continuare, Yaakov Halperin (proiectul Zihron Meir în sud-estul localității) și compania privată „Bait venahala” inițiată tot de rabinul Gerstenkorn. 
Planurile de a înființa la Bnei Brak o filială a marii ieșive din Lublin nu au putut fi realizate din cauza Holocaustului. Abia în 1947 rabinul Shmuel Wozner, absolvent al acelei ieșive a înființat Yeshivat Hakhmei Lublin-Bnei Brak, în cartierul Zihron Meir.
În anul 1933 s-a stabilit la Bnei Brak rabinul Abraham Yeshaya Karlitz, cunoscut ca Hazon Ish, care a devenit o autoritate religioasă incontestabilă a publicului ultraortodox evreiesc din Palestina. Atât Hazon Ish, cât și cumnatul său, rabinul Yaakov Israel Kanievski, conducător al ieșivei Beit Yosef, s-au stabilit în cartierul Ghivat Rokah.
În 1935 după înfiintarea cartierului Shikun Dalet de către Asociația Centrului Meșteșugarilor și crearea cartierului Har Shalom, Bnei Brak a numărat 3000 locuitori. Au luat ființă fabrica de țigări Dubek și fabrica de vată a lui Shmuel Ahuvi.

## Personalități legate de localitate
- Uri Gavriel (n. 1955), actor, locuiește din tinerețe la Bnei Brak

## Lectură suplimentară

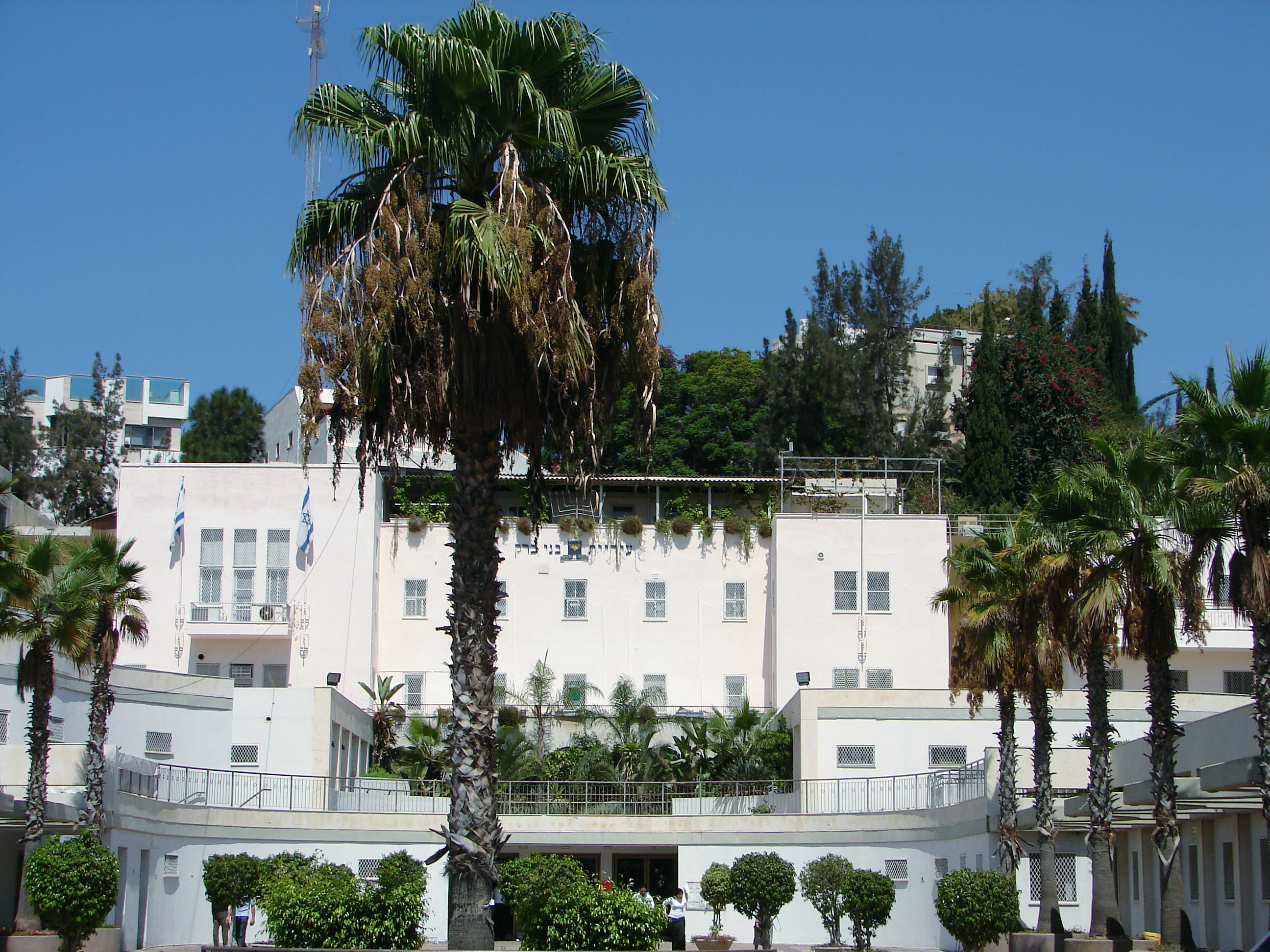
Primăria Bnei Brak

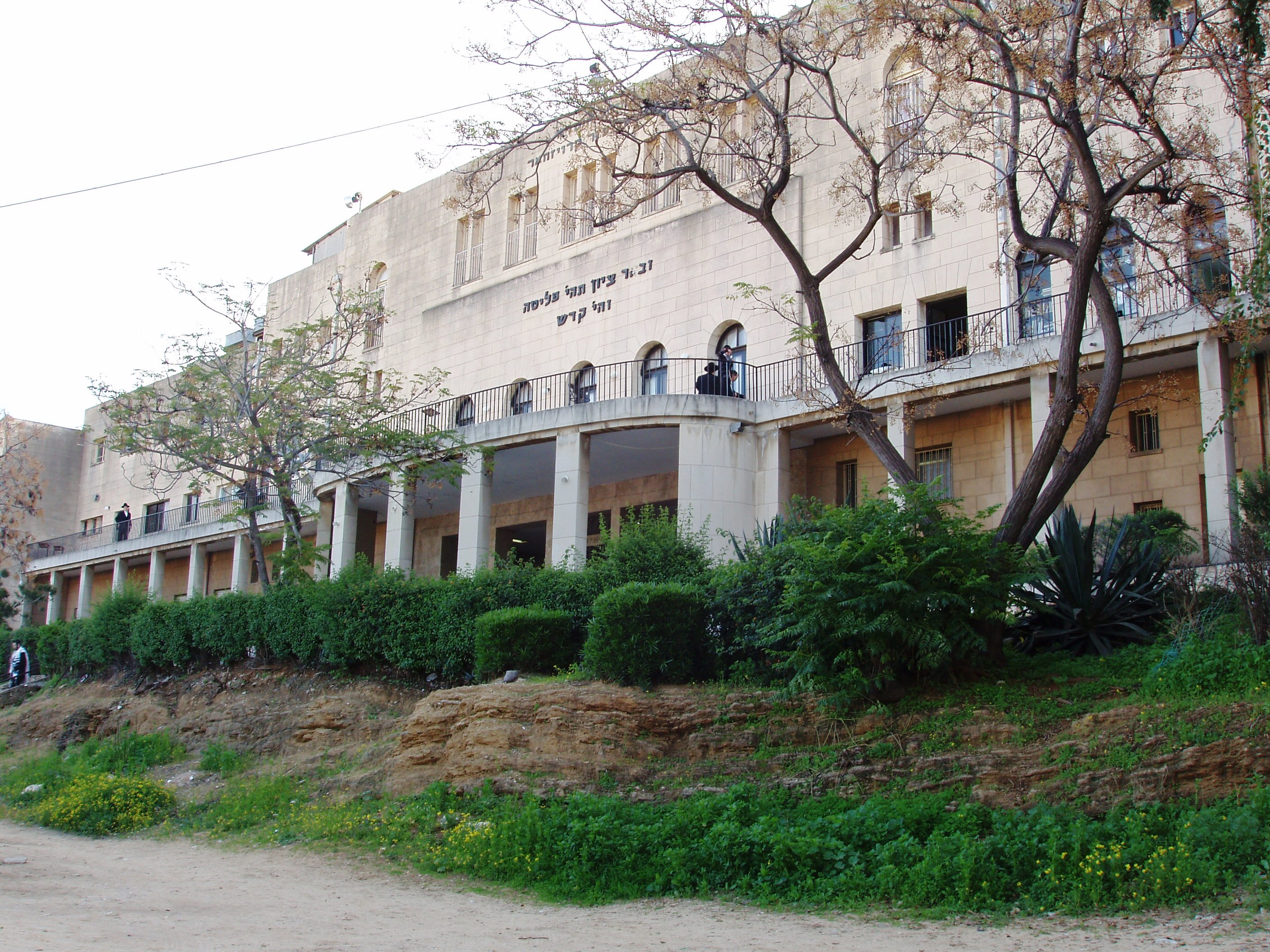
Ieșiva Ponevezh din Bnei Brak, unul din cele mai prestigioase seminare teologice ale iudaismului ultraortodox